# Re.You
Re.You (eig. Marius Maier) ist ein deutscher DJ und Produzent im Bereich der elektronischen Tanzmusik.

## Karriere
Als Re.You ist Marius Maier seit 2009 aktiv. 2012 landete er auf Platz 7 der „Most Charted Artists“ auf Resident Advisor. Er veröffentlichte unter anderem auf Labels wie Kompakt, Moon Harbour, Mobilee und Tiefschwarz's Souvenir Music. Gemeinsam mit Rampa, der mit &ME das Label Keinemusik gründete, tourte er als Liveact und Produzenten-Duo unter dem Namen RAR. Hier entstanden unter anderem Veröffentlichungen auf Cocoon, Keinemusik, Gigolo und Rebirth. Seit 2016 betreibt Re.You sein eigenes Label namens Younion. Hier veröffentlichten bereits Größen wie Terranova, Tiefschwarz, Dino Lenny oder Ruede Hagelstein.

## Diskographie

### 2009
- Santé & Re.You – B (Souvenir Music)
- Re.You – Orea (Elevation)[4]

### 2010
- Re.You – This Way (Souvenir Music)
- Rampa & Re.You – Work (Keinemusik)[4]

### 2011
- Rampa & Re.You – Our Thing EP (Souvenir Music)
- Re.You – Dance (Souvenir Music)
- Rampa & Re.You – Feet (Gigolo Records)[4]

### 2012
- Re.You feat. Daniel Wilde – Falling EP (Souvenir Music)
- Rampa & Re.You – Say My Name (Hive Audio)
- Re.You – The Power (Katermukke)
- Re.You feat. Ahmad – Fever (Avotre)
- Re.You – Mind Your Head EP (Mobilee Records)
- Rampa & Re.You – Yeah Yeah Yeah (Cocoon Recordings)
- Rampa & Re.You feat. Meggy – My Life (Rebirth)
- Rampa & Re.You – The Track (Gigolo Records)
- Re.You – People EP (Saved Records)
- Re.You – Insanity EP (Souvenir Music)[4]

### 2013
- Re.You – Anyway EP (Mobilee Records)
- Re.You – Do I Know EP (Mobilee Records)
- Re.You feat Forrest – Face Down (DFTD)[4]

### 2014
- Re.You – Don’t Stop EP (Moon Harbour)
- Re.You – Watching You EP (Mobilee Records)
- RAR – Smile (aRARthing)[4]

### 2015
- Re.You & Ninetoes – Union (Mobilee Records)
- Re.You – Fantasy EP (Kompakt)
- Re.You – Very Very EP (Moon Harbour)
- Re.You – I Don’t Know EP (Mobilee Records)[4]

### 2016
- Re.You – Nap Later (Connected)
- Re.You – Afraid (Souvenir Music)
- Re.You & Florian Busse – Cuando EP (This And That)
- Re.You – They Vibed EP (Connected)
- Re.You – Substitute EP (Mobilee Records)
- Re.You – In My Arms (Younion)[4]

### 2017
- Re.You – Dreams EP (Mobilee Records)
- Re.You feat. Lazarusman – YAWYA (Moon Harbour)
- Re.You – Dao (Younion)
- Re.You – Work It Now (Cacao)[4]

### 2018
- Re.You & Floyd Lavine – Khana EP (Moon Harbour)
- Re.You & Eins Tiefer – Validate (Younion)[4]